# Eli Oosterhuis
Eli Oosterhuis (* 31. Oktober 1977) ist ein ehemaliger israelischer Eishockeyspieler, der seine Karriere bei den Haifa Hawks in der israelischen Eishockeyliga verbrachte.

## Karriere
Eli Oosterhuis spielte seine gesamte Karriere bei den Haifa Hawks, für die er von 2003 bis 2011 am Meisterschaftsbetrieb der israelischen Eishockeyliga teilnahm. Mit dem Team von der Mittelmeerküste gewann er 2006, 2007 und 2008 die israelische Meisterschaft.

### International
Oosterhuis debütierte bei der D-Weltmeisterschaft 1999 in der israelischen Nationalmannschaft, als er mit der Mannschaft bei Punktgleichheit und gleicher Tordifferenz mit Spanien lediglich aufgrund der weniger erzielten Tore den Aufstieg in die C-Gruppe verpasste. Nach der Umstellung auf das heutige Divisionensystem spielte er bei den Weltmeisterschaften 2002,  2004, 2007, 2008 und 2009 in der Division II. Bei der Weltmeisterschaft 2006 spielte er mit den Israelis in der Division I, konnte dort aber die Klasse nicht halten.

## Erfolge und Auszeichnungen
- 2006 Israelischer Meister mit den Haifa Hawks
- 2007 Israelischer Meister mit den Haifa Hawks
- 2008 Israelischer Meister mit den Haifa Hawks